# Jack and Jill (série télévisée)
Pour les articles homonymes, voir Jack and Jill.
Jack and Jill est une série télévisée américaine en 32 épisodes de 42 minutes, créée par Randi Mayem Singer (en) et diffusée entre le 26 septembre 1999 et le  11 avril 2001 sur The WB. En France, la série a été diffusée à partir du 30 septembre 2000 sur MCM, et en Belgique sur AB3 et Plug RTL. Elle a notamment été rediffusée sur NRJ 12.

## Synopsis
Après avoir découvert que son fiancé l'avait trompée, Jacqueline part s'installer à New York en laissant son ancienne vie derrière elle. Là, elle rencontre l'amour en la personne de David…

## Distribution
- Ivan Sergei (VF : Arnaud Arbessier) : David « Jill » Jillefsky
- Amanda Peet (VF : Céline Monsarrat) : Jacqueline « Jack » Barrett
- Jaime Pressly (VF : Caroline Lallau) : Audrey Griffin
- Sarah Paulson (VF : Fily Keita) : Elisa Cronkite
- Justin Kirk (VF : Renaud Durand) : Bartolomew « Barto » Zane
- Simon Rex (VF : Olivier Jankovic) : Michael « Mikey » Russo

## Épisodes

### Première saison (1999-2000)
1. Rencontres (These Are the Days)
2. Cruelle Vérité (The Awful Truth)
3. La vie continue (Moving On)
4. À chacun sa vocation (Welcome to the Working Week)
5. Amour de jeunesse (Not Just a River in Egypt)
6. On vous aime, nous non plus (She Ain't Heavy)
7. Si on se disait tout (Fear and Loathing in Gotham)
8. La Soirée coup de poing (Men Will Be Boys)
9. Approche amoureuse (Pseudos, Sex and Sidebars)
10. Parlons franchement (To Be Perfectly Honest)
11. Linge sale et confidences (Bad Timing and Dirty Laundry)
12. Faites un vœu (When You Wish Upon A Car)
13. Les Grandes Manœuvres [1/2] (Animal Planet [1/2])
14. Les Grandes Manœuvres [2/2] (Animal Planet [2/2])
15. Saleté d'avenir (The #@$%!*& Future)
16. Sous pression (Under Pressure)
17. Photos d'art (Lovers and Other Strangers)
18. Le Journal intime (A Key Exchange)
19. Divergences (Starstruck)

### Deuxième saison (2001)
1. Mariage et conséquence (What Weddings Do to People)
2. Propositions (Seriously, All Coma Proposals Aside...)
3. Attention : parents (Caution: Parents Crossing)
4. Le Rêve californien (California Dreamin')
5. Mensonges et déceptions (Chivas and Lies)
6. Sous pression (Pressure Points)
7. Un pas en avant, deux pas en arrière (Crazy Like a Fox, Hungry Like the Wolf...)
8. Le Videur (The Big Bounce)
9. Le Phénomène (The Time-Sex Continuum)
10. La Bataille des Bahmas (Battle of the Bahamas)
11. La Confiance (Bag Full of Love)
12. Le Questionnaire [1/2] (… And Nothing but the Truth [1/2])
13. Ce qui devait arriver arriva [2/2] (… And Jack & Jill Came Down the Hill [2/2])

## Commentaires
- Dans le pilote de la série, le rôle de Jacqueline était tenu par Amelia Heinle. La comédienne a depuis rejoint l’équipe des Feux de l’amour, dans le rôle de Victoria Newman[1].